# Julio César Cortés
Julio César Cortés Lagos dit El Pocho, (né à Montévidéo le 29 mars 1941 et mort au Costa Rica le 24 juillet 2025), est un footballeur entre 1956 et 1978, puis entraîneur uruguayen de football de 1983 à 2007. Il est aussi sélectionneur national au Guatémala.